# バルザーン・イブラーヒーム・ハサン
バルザーン・イブラーヒーム・アル＝ハサン・アッ＝ティクリーティー（アラビア語: برزان إبراهيم الحسن التكريتي、Barzān Ibrāhīm Hasan al-Tikrītī, 1951年2月17日 - 2007年1月15日 ）は、イラクの政治家。サッダーム・フセインの2人目の異父弟。大統領顧問。

## 経歴

### 生い立ち
1951年、ティクリートで生まれる。1968年、17歳の時、異父兄のサッダームと共にバアス党主導のクーデターに参加。クーデター後は、バグダードのマンスール大学で法学と政治学を専攻した。その後1977年にイラクの情報機関である情報総局（Jihaz al-Mukhabarat al-Amma）長官に任命された。

### 絶頂期
1979年、サッダームが大統領に就任すると同時に始まった、バアス党内の大粛清にバルザーンは深く関与している。7月22日、バグダードのアル＝フルド・ホールにて、バアス党幹部臨時会議が召集され、そこでサッダームはいわゆる「シリアとの陰謀」を謀ったとして、自身に都合の悪い人間の名前を一人ひとり読み上げ、ホールから連れ出した。この時、粛清の犠牲者をホールから連れ出して始末するよう主導したのがバルザーンである。また、陰謀の告発者として、かつてサッダームの大統領就任に異を唱えたため、革命指導評議会中央書記局長を解任されていたムヒー・アブドゥル＝フセイン・アル＝マシュハダーニーが会議で告発を行なったが、これは事前にバルザーンが拷問によって強制的に自白を強要させていた。
また、バルザーンと個人的に対立していたアドナーン・アル＝ハムダーニー副首相兼大統領総務局長も粛清の対象者に入れられた。連行された60名のうち20数名がかつての党の同志らで構成される「処刑小隊」によって殺害された。ハムダーニーはバルザーン自らが銃殺し、サッダーム政権の国家テロの一翼を担った。
翌年の1983年にバルザーンは、バアス党内でも清廉な人物として知られ、それが逆に仇となって政権と対立していたリヤード・イブラーヒーム保健相を自らの手で射殺している。バルザーンの話し相手でもあったアラ・バシール医師に語ったところでは「彼の処刑はたいへんな間違いだった」と後に後悔していたという。
1980年代が、バルザーンにとって権力の絶頂期であった。80年代の情報総局は、イラク国内外で密告・監視ネットワークを構築し、外国にも多数の工作員を抱えていた。後にバルザーンは、自分の長官時代のムハーバラートが一番優秀だったと述べ、「日本の地方都市のカフェにいてさえも、サッダームと我が政府について見下すようなことを口にしたら、ただではすまない」と言っていたという。
ロンドンに拠点を置く旧政権反体制派系人権団体は、バルザーンが1983年にシーア派住民数千人の殺害への関与、地方での殺害、強制移住、拉致、クルド人に対する戦争犯罪を告発しようとしていた。また、海外での反体制派の暗殺事件でも嫌疑が掛けられていた。
当時、バルザーンはイラクの事実上のナンバー2だったが、それを妬んだアリー・ハサン・アル＝マジードとフセイン・カーミル・ハサン、大統領の息子ウダイとクサイが謀議して、サッダームにバルザーンが強大なムハーバラートを使って政権を転覆させるかもしれないと囁き、サッダームもしだいにそれを信じるようになった。対立の決定的な要因になったのは、サッダームの娘ラガドの結婚問題だった。バルザーンは、兄サブアーウィーの息子ヤーセル・サブアーウィーをラガドの夫とするよう推薦していた。別の見方では、バルザーンの息子を婿にするように求めたとされる。しかし、サッダームはそれを無視して、父方従兄弟のフセイン・カーミルを婿にした。サッダームの寵愛を失ったと悟ったバルザーンは、異父兄に怒りを覚えながら1983年に情報総局長官の職を辞した。

### ジュネーヴ大使時代
1983年、バルザーンは国連ジュネーヴ本部駐在大使に任命される。事実上の左遷人事である。
1987年、バルザーンはイラク海軍少将（当時）カイス・アブドゥルハミード・アル＝アンバーギーと車の運転をめぐって喧嘩となり、機関銃でアンバーギー少将を銃撃している。アンバーギーは重傷を負い、一命は取り留めたものの、銃撃によって腸を損傷し、肩と膝に重傷を負ったため、歩行が不可能となった。アンバーギーはバルザーンを訴えようと大統領府と情報機関に申し出るが、逆に治安機関によって一晩拘留された。彼らはアンバーギーに訴えを取り下げるよう圧力を掛け、傷はイラン軍との戦闘で負傷したとするように求め、圧力に屈したアンバーギーはそれを受け入れた。以来、周囲には政権崩壊まで傷は戦闘によるものだと嘘をつき続けることを余儀なくされたという。
1994年、サッダームはウダイとバルザーンの娘、サジャーを結婚させるが、ウダイがホテルで売春婦と暮らしだしたため、嫌気が指したサジャーは、義父のサッダームに離婚を申し出たが、サッダームはこれを拒んだため、仕方なくサジャーは、父バルザーンがバグダードに帰任した際、この情況を打ち明け、父親と共にスイスに出国してしまった。
1998年、妻アフラム・ハイラッラーがジュネーヴでガンのため死去。サッダームの主治医で、バルザーンと親交のあったアラ・バシールによると夫婦仲は非常に良く、アフラム夫人も聡明な女性でサッダームの独裁政治には常に批判的であったという。そのためサッダームは自分の従姉妹に当たる彼女のことを非常に嫌っており、「あの黄色いヘビ」と罵っていた。サッダームは、アフラムがガンで死期が近づいてるのにもかかわらず、バルザーンにアフラムを置いてイラクに帰任するよう再三命じたとされる。これ以降、この異父兄弟の関係は完全に断絶した。
イラクに帰国後、バルザーンは大統領顧問という名目上のポストに任命される。バルザーンは故郷ティクリートに最愛の妻アフラムのために大霊廟を建築しようと計画していたが、政権崩壊により頓挫した。

### 政権末期
2001年4月、かつて米中央情報局の工作員に接近しすぎたとして政権により処刑された、ファーディル・バッラーク元ムハーバラート長官の寡婦エナンと再婚する。しかし、この再婚についてはサッダームは何も知らされておらず、一族の面子を潰された格好のサッダームはバルザーンに兄弟仲の絶縁をちらつかせながら離婚するよう命じたが、バルザーンは拒否している。
このころのバルザーンはサッダームに対して非常に批判的であり、大統領の次子クサイの後継者指名にも反対していたという。
アラ・バシールによると、友人同士の夕食会でバルザーンはアメリカ・イスラエルとの共存の必要性を語り、1989年に当時ジュネーヴ大使だった自分のところにあるアラブ国の外交官が現れ、イスラエルがイラクの軍事大国化に懸念を示し、イラクとの講和ができるか第三者を通じて交渉したいとのメッセージを伝え、バルザーンはサッダームに前向きに検討するよう進言したが、サッダームは激怒し、かつて預言者ムハンマドがイスラームを布教しようとした時、金で買収しようとした不信仰な商人を例に挙げ、そのような提案を二度としないように警告したという。それでもバルザーンはあきらめず、1991年の湾岸戦争停戦後、再度対イスラエル和平について意見したが、サッダームは腹を立て「お前は西側の思想に毒されている」として逆に忠告されたことを明かした。
バルザーンは、イラクがパレスチナ人の無益な反乱を支援するのがいかに馬鹿げているか嘆き、エルサレム解放を目的とした準軍事組織「エルサレム軍」についても市民を掻き集めて作った民兵に過ぎず、実戦能力も無いと切り捨てた。そして何度もアメリカ・イスラエルとの和解の必要性について口にしたという。
こうした一連のバルザーンの言動についてバシールは自著の中で「彼はチャンスさえあれば、自分が政策を変更できると思いこんでいたのではないか。誰かが社交辞令の中でそそのかしたのかも知れない」と推測している。
2003年3月13日、イラク戦争が始まる1週間前にバルザーンはバシール医師の下を尋ね、国連安保理の措置におけるサッダームの対応の遅さ、側近の無能ぶりなどサッダーム政権に対する不満をぶちまけたという。開戦後の3月29日にもバシールの下を尋ねてきたが、捨て鉢な様子で精神的に破綻する寸前に見受けられたという。
アメリカはバルザーンを「最重要目標」としており、03年4月11日にはバルザーンが滞在しているとされたラマーディーにある家屋を空爆している。4月17日、イラク側からの密告によりバルザーンはデルタフォースによってバグダードの潜伏先で拘束された。

### ドゥジャイル事件裁判
2004年7月、旧イラク特別法廷にて「人道に対する罪」などの容疑で訴追される。予備審問の際、法廷に連れて行くためにバルザーンの腕を警官が掴むと、「手を離せ。無礼だ」と警官に殴りかかろうとするなど興奮していた。予審判事に対しては無罪を主張。退廷する際に、さきほどの警官に謝罪したという。
2005年10月19日、イラク中部ドゥジャイルにて、拘束したシーア派住民に対し、取調べ中における拷問及び虐殺を行った容疑で、サッダームらと共に出廷し、2006年11月5日に絞首による死刑判決が言い渡された。
翌2007年1月15日にバルザーンに対して刑が執行された。アメリカ軍収容所からバグダード市内の刑執行所に連れてこられる際に激しく抵抗したとされ、絞首台に立たされた時にも「真の責任者は(前のムハーバラート長官)ファーディル・バッラークだ」と述べ、自身の無罪を抗弁し続けたとされる。
この時、刑執行の際にロープで首がちぎれてしまい、胴体と首が分離してしまうというアクシデントが起きた。スンナ派住民の中からは絞首刑で首が飛ぶはずがない、シーア派の執行人に首を斬られたのではないかという声も聞かれた。実際には、処刑用のロープが2.5mと長かったのが原因である。刑執行後、バルザーンの遺体は故郷ティクリートに運ばれ、アウジャ村のモスクにある墓地に埋葬された。

## 家族
バルザーンは、先妻アフラムとの間に6人の子供をもうけた。
- ムハンマド（長男）
- サージャ（長女）
- アリー（次男）
- ヌール（次女）
- ハウラ（三女）
- スラーヤ（四女）

子供達は、バルザーンが1998年にジュネーヴ大使を離職し、イラクに帰国した後も、アフラムと共にスイスに滞在し続けていた。
このうち、長男のムハンマド・バルザーン・イブラーヒーム・ハサンは、スイスの大学に留学していたが、突然逮捕され、スイスからイラクへと連行された。現在も逮捕理由が明らかにされないまま、イラクの刑務所で拘留下に置かれている。